# Кубок Европы по метаниям 2018
Кубок Европы по метаниям 2018 года прошёл 10—11 марта в Лейрии (Португалия). Соревнования принимали две арены, муниципальный стадион «Магальяйнш Песоа» и национальный центр легкоатлетических метаний. Кубок Европы по метаниям проходил в этом городе в третий раз в истории (после 2014 и 2015 годов). В программу турнира были включены толкание ядра, метание диска, метание молота и метание копья. Были разыграны 4 командных Кубка: среди мужчин и женщин в абсолютной возрастной категории и среди молодёжи до 23 лет (1996 г. р. и моложе).
В соревнованиях приняли участие 278 спортсменов из 39 стран Европы (152 мужчины и 126 женщин). Каждая страна могла выставить до 2 человек в каждой дисциплине у взрослых и одного — среди молодёжи. В зачёт команды шёл лучший результат в каждом из видов метаний, после чего он переводился в очки с помощью Международной таблицы перевода результатов ИААФ. По сумме полученных баллов определялись победители и призёры в командном зачёте Кубка.
Третий год подряд в соревнованиях не принимала участие сборная России. Отстранение российских легкоатлетов от международных стартов, инициированное ИААФ в ноябре 2015 года в связи с допинговым скандалом, в очередной раз было оставлено в силе 6 марта 2018 года из-за невыполнения критериев по восстановлению прав национальной федерации. В то же время Европейская легкоатлетическая ассоциация в индивидуальном порядке допустила к участию в Кубке шесть россиян, которые вышли на старт в Лейрии в качестве нейтральных атлетов.
Лучшее выступление на Кубке Европы 2018 года удалось немецкому метателю копья Йоханнесу Феттеру. Действующий чемпион мира дважды улучшил рекорд турнира, 88,28 м в третьей попытке и 92,70 м — в пятой. Этот результат стал 12-м в списке лучших за всю историю метания копья. Только пять человек отправляли снаряд дальше, причём один из них — сам Феттер (личный рекорд — 94,44 м).
Высокие результаты показали мужчины в толкании ядра. Россиянин Александр Лесной, выступавший в качестве нейтрального атлета, улучшил свой же рекорд соревнований. Все его пять результативных попыток были за 20 метров, две из них — за 21 метр, а победной и рекордной стала вторая — 21,32 м.

## Результаты

### Индивидуальное первенство
| Дисциплина                   | Золото                             | Золото  | Серебро                         | Серебро | Бронза                           | Бронза  |
| ---------------------------- | ---------------------------------- | ------- | ------------------------------- | ------- | -------------------------------- | ------- |
| Мужчины                      |                                    |         |                                 |         |                                  |         |
| Толкание ядра                | Александр Лесной Нейтральный атлет | 21,32 м | Михал Харатык Польша            | 21,18 м | Месуд Пезер Босния и Герцеговина | 20,71 м |
| Метание диска                | Даниэль Столь Швеция               | 66,81 м | Симон Петтерссон Швеция         | 65,81 м | Янош Хусак Венгрия               | 63,45 м |
| Метание молота               | Павел Файдек Польша                | 77,30 м | Марцел Ломницкий Словакия       | 75,97 м | Озкан Балтаджи Турция            | 75,71 м |
| Метание копья                | Йоханнес Феттер Германия           | 92,70 м | Бернхард Зайферт Германия       | 80,62 м | Март тен Берге Нидерланды        | 79,92 м |
| Мужчины (молодёжь до 23 лет) |                                    |         |                                 |         |                                  |         |
| Толкание ядра                | Маркус Томсен Норвегия             | 19,61 м | Патрик Мюллер Германия          | 19,18 м | Леонардо Фаббри Италия           | 19,08 м |
| Метание диска                | Мартин Маркович Хорватия           | 63,24 м | Виктор Трус Беларусь            | 58,66 м | Якоб Гарденкранс Швеция          | 57,73 м |
| Метание молота               | Бенце Халас Венгрия                | 74,83 м | Владимир Мисливчук Украина      | 71,16 м | Альберто Гонсалес Испания        | 70,61 м |
| Метание копья                | Александру Новак Румыния           | 80,73 м | Норберт Ривас-Тот Венгрия       | 80,26 м | Циприан Мжиглуд Польша           | 74,55 м |
| Женщины                      |                                    |         |                                 |         |                                  |         |
| Толкание ядра                | Анита Мартон Венгрия               | 19,12 м | Алёна Дубицкая Беларусь         | 18,47 м | Димитриана Сурду Молдова         | 18,45 м |
| Метание диска                | Надин Мюллер Германия              | 60,42 м | Ирина Родригеш Португалия       | 60,39 м | Юлия Мальцева Нейтральный атлет  | 59,59 м |
| Метание молота               | Анна Малыщик Беларусь              | 72,62 м | Александра Тавернье Франция     | 71,20 м | Мальвина Копрон Польша           | 69,54 м |
| Метание копья                | Сигрид Борге Норвегия              | 62,42 м | Кристин Хуссонг Германия        | 60,02 м | Катарина Молитор Германия        | 59,80 м |
| Женщины (молодёжь до 23 лет) |                                    |         |                                 |         |                                  |         |
| Толкание ядра                | Катарина Майш Германия             | 16,46 м | Сидни Джампьетро Италия         | 15,76 м | Элиана Бандейра Португалия       | 15,74 м |
| Метание диска                | Мария Толь Хорватия                | 55,23 м | Вероника Домьян Словения        | 54,48 м | Эми Холдер Великобритания        | 52,36 м |
| Метание молота               | Река Дьюрац Венгрия                | 69,00 м | Софья Палкина Нейтральный атлет | 65,97 м | Катажина Фурманек Польша         | 65,15 м |
| Метание копья                | Эда Тугсуз Турция                  | 60,92 м | Анна Тарасюк Беларусь           | 56,48 м | Алина Шух Украина                | 55,02 м |

### Командное первенство
| Место | Команда | Очки |
| ----- | ------- | ---- |
| 1     | Украина | 4225 |
| 2     | Испания | 4208 |
| 3     | Италия  | 4175 |
| 4     | Румыния | 4120 |
| 5     | Турция  | 3997 |

| Место | Команда  | Очки |
| ----- | -------- | ---- |
| 1     | Германия | 4145 |
| 2     | Польша   | 3955 |
| 3     | Украина  | 3913 |
| 4     | Беларусь | 3899 |
| 5     | Италия   | 3897 |
| 6     | Испания  | 3817 |
| 7     | Турция   | 3670 |

| Место | Команда    | Очки |
| ----- | ---------- | ---- |
| 1     | Италия     | 3990 |
| 2     | Украина    | 3929 |
| 3     | Беларусь   | 3917 |
| 4     | Румыния    | 3836 |
| 5     | Испания    | 3809 |
| 6     | Португалия | 3735 |
| 7     | Франция    | 3728 |
| 8     | Ирландия   | 3683 |

| Место | Команда | Очки |
| ----- | ------- | ---- |
| 1     | Украина | 3613 |
| 2     | Турция  | 3593 |
| 3     | Италия  | 3546 |
| 4     | Румыния | 3492 |